# Miami Freedom
Miami Sharks era una franquicia que participaba en la American Soccer League en 1988. El equipo fue renombrado como Miami Freedom y se unió a la American Professional Soccer League en 1990.

## Historia
Miami Sharks tuvo como presidente a Julio Moreira y jugó en la American Soccer League en 1988, sin embargo cuando su liga se fusionó con la liga de fútbol occidental, este club fue renombrado como  «Miami Freedom» en 1990.
En 1990, Miami Freedom jugó sus primeras temporadas en la nueva American Profesional Soccer League en la División Sur de la Conferencia Este de la liga.
El equipo poseía una de las mejores defensas de la liga, con sólo 25 goles en contra, pero tenían dificultades para anotar. El club tuvo participaciones en la liga hasta el año 1992 cuando este finalmente se disolvió.

## Estadio

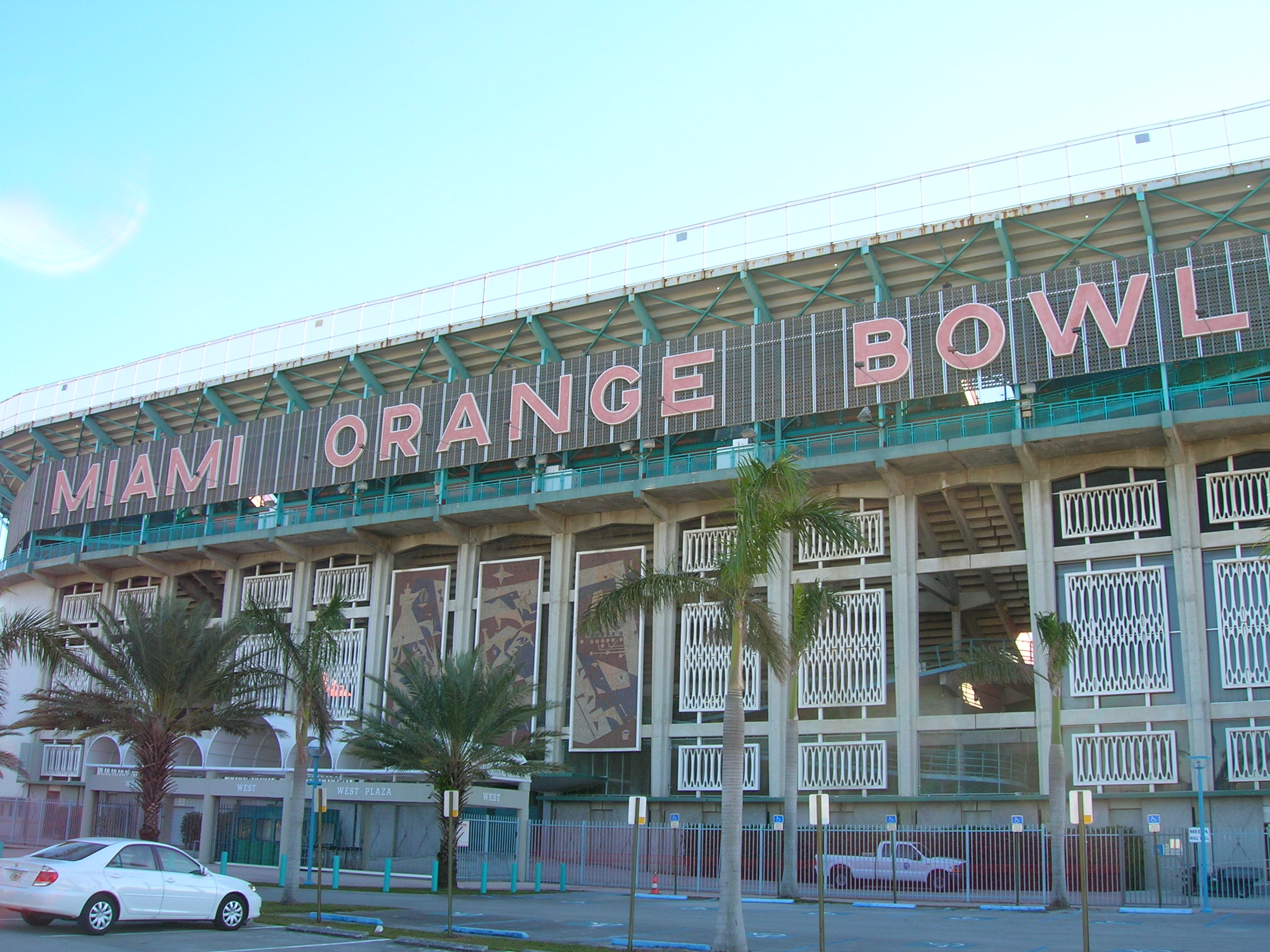
Exterior del Miami Orange Bowl.

Miami Freedom jugó sus partidos como local en Miami Orange Bowl, un estadio multipropósito ubicado en la ciudad de Miami. El estadio poseía un aforo de 72 319 espectadores.
El estadio albergó a diversos equipos de distintos deportes, sin embargo fue demolido en abril de 2008. En el terreno del Orange Bowl se construyó el estadio de béisbol Marlins Park, que se inauguró en marzo de 2012.

## Jugadores
La siguiente lista recoge algunos de los futbolistas más destacados de la entidad.
| Miami Sharks - Dirceu (1989) - Teófilo «Nene» Cubillas (1989) - Tab Ramos (1989) Miami Freedom - Dale Mulholland (1991) - Paul Dougherty (1991) - Grant Gibbs (1991) - Rick Iversen (1991) |

## Entrenadores
- Carlos Alberto (1988)
- Wim Suurbier (1989)
- David Irving (1990-1991)